# Bressanvido
Bressanvido is een gemeente in de Italiaanse provincie Vicenza (regio Veneto) en telt 2972 inwoners (31-12-2004). De oppervlakte bedraagt 8,6 km², de bevolkingsdichtheid is 346 inwoners per km².
De volgende frazioni maken deel uit van de gemeente: Poianella.

## Demografie
Bressanvido telt ongeveer 1023 huishoudens. Het aantal inwoners steeg in de periode 1991-2001 met 10,3% volgens cijfers uit de tienjaarlijkse volkstellingen van ISTAT.
| Jaar | Inwoneraantal |
| ---- | ------------- |
| 1991 | 2591          |
| 2001 | 2859          |

## Geografie
Bressanvido grenst aan de volgende gemeenten: Bolzano Vicentino, Pozzoleone, San Pietro in Gu (PD), Sandrigo.